# Jaime Murray
Jaime Murray (* 21. července 1976 Londýn, Anglie, Spojené království) je anglická herečka.
Je dcerou anglického herce Billy Murrayho. Po roce 2001 se objevovala v britských televizních seriálech, v letech 2004–2007 působila v hlavní roli v seriálu Podfukáři. Po přestěhování do Los Angeles se začala prosazovat v americké televizi, jejím debutem byl v roce 2007 seriál Dexter, v jehož deseti dílech ztvárnila postavu Lily Westové. Hlavní role si zahrála v seriálech Valentine (2008–2009), Spartakus: Bohové arény (2011) a Defiance (2013–2015), ve významných vedlejších rolích se představila v seriálech The Beautiful Life (2009), Skladiště 13 (2010–2014), Nebezpečná identita (2011–2012), Bylo, nebylo (2016–2017), The Originals (2018) a Gotham (2019).
V roce 2014 se vdala za Bernieho Cahilla, podnikatele a manažera v zábavním průmyslu.